# AMX-30 AuF.1
AUF1 — 155-мм самоходная артиллерийская установка, разработанная и производимая французской фирмой Nexter (ранее именовавшаяся «GIAT Industries») в конце 1970-х годов.
В 1972 году был разработан прототип 155-мм самоходной гаубицы GCT (Grande Cadence de Tir). В 1979 году система принята на вооружение французской армии под обозначением 155 AUF1.

## Описание конструкции
Самоходная артиллерийская установка на гусеничном шасси танка AMX-30 с вращающейся башней.
Вооружение: 155-мм гаубица (длина ствола 39 калибров). Орудие оснащено двухкамерным дульным тормозом.
Установка оснащена полуавтоматической системой заряжания, обеспечивающим максимальную скорострельность 8 выстр./мин. Начальная скорость снаряда — 810 м/с. Вспомогательное вооружение — 12,7-мм пулемёт.
Применяются осколочно-фугасные, активно-реактивные, дымовые и осветительные снаряды, а также снаряды с корректируемой траекторией «Бонус».
Дополнительное оборудование: система защиты от оружия массового поражения, вспомогательный бензиновый двигатель мощностью 6,5 кВт.
Расчёт состоит из четырёх человек: командира орудия, наводчика, заряжающего и механика-водителя.

## Модификации

### AUF1T
Модернизация 1988 года. Вместо вспомогательного бензинового двигателя установлен газотурбинный мощностью 10,5 кВт. Усовершенствована система заряжания. Выпущено 97 единиц.

### AUF1TA, AUF2
Опытные варианты, разработанные для замены AuF1. Изготовлены на базе танка AMX-30B2. Оснащены модернизированной автоматической системой управления огнём и автоматической системой наведения. На установке AUF2 установлено орудие с длиной ствола 52 калибра, обеспечивающее дальность стрельбы активно-реактивным снарядом до 42 км. Максимальная скорострельность доведена до 10 выстр./мин.
В 2003 году в связи с принятием на вооружение 155-мм самоходной гаубицы CAESAR было принято решение об отказе от модернизации самоходной гаубицы AUF1 до уровня AUF2.

## Эксплуатанты

### Современные операторы
- Франция: 32 единицы на вооружении на 2024 год[2]. Всего было поставлено 179 единиц AUF1 и 97 единиц AUF1T.
- Саудовская Аравия: 60 на 2022 год.[3]

### Бывшие операторы
- Кувейт: 18 на хранении на 2016 год.[4]
- Ирак: 85 единиц было поставлено в 1983—1985 гг.[5]